# Liga Premier de Cisjordania 2015-16
La Liga Premier de Cisjordania 2015–16, fue la 13.ª temporada de la máxima liga de la Asociación de Fútbol de Palestina. El Taraji Wadi Al-Nes era el campeón defensor.
El club Shabab Al-Khalil se coronó campeón de la liga, obteniendo su tercer título. Los otros dos conseguidos en los años 1982 y 1985

## Equipos
- Ahli Al-Khaleel
- Hilal Al-Quds
- Markaz Balata
- Markaz Shabab Al-Am'ari
- Shabab Al-Dhahiriya
- Shabab Al-Khadr
- Shabab Al-Khalil
- Shabab Alsamu
- Shabab Dora
- Silwan
- Taraji Wadi Al-Nes
- Thaqafi Tulkarm

## Tabla de posiciones
| Pos | Equipo               | PJ | PG | PE | PP | GF | GC | Dif | Pts |
| --- | -------------------- | -- | -- | -- | -- | -- | -- | --- | --- |
| 01. | Shabab Al-Khalil (C) | 22 | 13 | 6  | 3  | 38 | 22 | +16 | 45  |
| 02. | Shabab Al-Khadr      | 22 | 10 | 6  | 6  | 42 | 32 | +10 | 36  |
| 03. | Shabab Alsamu        | 22 | 8  | 8  | 6  | 29 | 27 | +2  | 32  |
| 04. | Ahli Al-Khaleel      | 22 | 8  | 7  | 7  | 25 | 22 | +3  | 31  |
| 05. | Thaqafi Tulkarm      | 22 | 7  | 9  | 6  | 32 | 33 | -1  | 30  |
| 06. | Shabab Al-Dhahiriya  | 22 | 7  | 7  | 8  | 36 | 31 | +5  | 28  |
| 07. | Markaz Balata        | 22 | 7  | 7  | 8  | 30 | 40 | −10 | 28  |
| 08. | Hilal Al-Quds        | 22 | 7  | 6  | 9  | 24 | 21 | +3  | 27  |
| 09. | Taraji Wadi Al-Nesi  | 22 | 6  | 8  | 8  | 22 | 27 | −5  | 26  |
| 10. | Shabab Dora          | 22 | 6  | 7  | 9  | 21 | 28 | −7  | 25  |
| 11. | Silwan               | 22 | 5  | 10 | 7  | 21 | 29 | −8  | 25  |
| 12. | Shabab Al-Am'ari     | 22 | 4  | 7  | 11 | 19 | 27 | −8  | 19  |

Pts = Puntos; PJ = Partidos jugados; G = Partidos ganados; E = Partidos empatados; P = Partidos perdidos; GF = Goles anotados; GC = Goles recibidos; Dif = Diferencia de goles

(C) = Campeón.

Fuente:
1. ↑  Clasifica a la ronda de play-off de la Copa de la AFC, como campeón de la Copa de Palestina.

|  | Copa AFC 2017 (Fase de grupos)                        |
|  | Copa AFC 2017 (Play-off)                              |
|  | Descenso a la Primera División de Cisjordania 2016-17 |

## Estadísticas

### Goleadores
Actualizado hasta el 24 de mayo de 2016.
| Lugar | Jugador          | Equipo           | Goles |
| ----- | ---------------- | ---------------- | ----- |
| 1     | Mohammed Maraaba | Shabab Alkhader  | 17    |
| 2     | Ahmed Abu Nahia  | Shabab Al Khalil | 11    |
| 3     | Mohammad Fode    | Shabab Al Dharia | 10    |
| 3     | Nimer Wasif      | Thaqafi Tulkarm  | 10    |